# Île de Sable (Canada)
Pour les articles homonymes, voir Île de Sable.
L'île de Sable est une petite île canadienne située à 170 km au large des côtes de la Nouvelle-Écosse, dans l'océan Atlantique. L'île est, dans son intégralité, un refuge d'oiseaux migrateurs depuis 1977 et comporte une population remarquable de chevaux sauvages.

## Toponymie
L'île apparaît sur les cartes en 1505 sous le nom de « Santa Cruz ». On retrouve aussi l'île dans les cartes du XVIe siècle sous le nom de « I. da Crus » et « Isolla del Arena ». Son nom actuel apparaît en 1546 quand le cartographe portugais Joannes Freire la nomme « I. do Sable ». Le nom descriptif proviendrait du français. Bien que la version « Sandy Island » ait existé dans de très vieilles cartes, le nom de l'île en anglais est maintenant « Sable Island ». Le nom de l'île fait partie des 81 noms d'intérêt pancanadien.

## Géographie
L'île de Sable est une barre de sable en forme de croissant longue de 42 km, mais dont la largeur ne dépasse pas 1,3 km. Elle a une superficie d'environ 3 100 ha. Elle émerge d'une vaste zone de haut et bas-fonds du plateau continental.
L'île de Sable est recouverte d'herbes et de végétation basse. On pense qu'elle s'est formée à partir de grandes quantités de sable et de graviers déposés sur le plateau continental à la fin de la dernière ère glaciaire. La forme de l'île change continuellement à cause des vents violents et des tempêtes.
Les effets contrastés du courant du Labrador et du Gulf Stream provoquent les nombreux brouillards typiques de cette région. En hiver, l'influence du Gulf Stream donne parfois à l'île de Sable les températures les plus élevées du Canada.

### Géologie
L'île est composée de sable ayant été déposé il y a environ 19 000 ans lors du retrait de la dernière glaciation. Celui-ci est composé à 90 % de quartz. La roche mère est située à environ 40 m de profondeur. Bien que l'île ne soit composée que de dépôts meubles, celle-ci est quand même entretenue par les tempêtes qui rapportent du sable provenant du banc Western.
Le courant du Labrador, qui longe le sud du banc Western en direction de l'ouest, tourne au niveau de celui-ci dans le sens des aiguilles d'une montre ce qui donne au haut-fond des eaux calmes. Le sable déposé sur l'île est stabilisé par l'ammophile à ligule courte (Ammophila breviligulata) grâce à son important système racinaire qui permet l'accumulation du sable et la formation de dunes.

### Climat
L'île de Sable est à peu près à la même latitude que la Galice au nord-ouest de l'Espagne, proche du 44e parallèle nord, mais l'île se trouve du mauvais côté de l'océan Atlantique et les vents dominants viennent de l'ouest. Ainsi, ces derniers auront traversé tout le continent nord-américain avant d'arriver sur l'île.
De ce fait, celle-ci est sujette à un climat continental humide, en plein océan. Toutefois, l'océan tempère légèrement les températures, ce qui permet à l'île de Sable de bénéficier d'hivers modérément froids, entrecoupés de dégels fréquents, et d'étés très doux, sans chaleur excessive.

En raison de son emplacement bien au large des côtes canadiennes et américaines, l'île est concernée par un retard saisonnier important. Cela se traduit par un mois de juin plus frais qu'un mois d'octobre en moyenne pour la période estivale et par un mois de mars plus froid qu'un mois de décembre, toujours en moyenne, pour la période hivernale.
| Mois                                  | jan.       | fév.       | mars       | avril     | mai       | juin      | jui.      | août      | sep.     | oct.      | nov.      | déc.       | année           |
| ------------------------------------- | ---------- | ---------- | ---------- | --------- | --------- | --------- | --------- | --------- | -------- | --------- | --------- | ---------- | --------------- |
| Température minimale moyenne (°C)     | −3,5       | −4,3       | −2,1       | 1,2       | 4,6       | 8,4       | 12,9      | 14,9      | 12,9     | 8,8       | 4,3       | −0,9       | 4,8             |
| Température moyenne (°C)              | −0,3       | −1,4       | 0,7        | 3,8       | 7,2       | 11,2      | 15,6      | 17,8      | 15,7     | 11,4      | 7         | 2,2        | 7,6             |
| Température maximale moyenne (°C)     | 2,8        | 1,6        | 3,4        | 6,2       | 9,8       | 14        | 18,4      | 20,6      | 18,4     | 14,1      | 9,6       | 5,3        | 10,3            |
| Record de froid (°C) date du record   | −19,4 1920 | −18,3 1914 | −13,6 1994 | −8,9 1916 | −8,3 1914 | 0,6 1992  | 3 1991    | 4,4 1987  | 0,6 1980 | −1,2 1984 | −7,8 1921 | −16,7 1933 | −19,4 31/1/1920 |
| Record de chaleur (°C) date du record | 14,5 1983  | 12,8 1919  | 13,7 1993  | 13,9 1901 | 17,8 1931 | 21,7 1907 | 26,7 1973 | 27,8 1951 | 27 1983  | 22,8 1961 | 18,9 1921 | 15,6 1968  | 27,8 27/8/1951  |
| Ensoleillement (h)                    | 60,5       | 77,1       | 115,9      | 133,9     | 165,2     | 179,9     | 190,7     | 191,4     | 169      | 128,6     | 76        | 61         | 1 549,3         |
| Précipitations (mm)                   | 146,4      | 110,9      | 124        | 107,1     | 99,9      | 117,3     | 95,2      | 106,8     | 119      | 140,3     | 147       | 145,3      | 1 459,2         |
| dont neige (cm)                       | 32,9       | 27,9       | 20,2       | 7,1       | 0,4       | 0         | 0         | 0         | 0        | 0         | 3,8       | 18,9       | 111,3           |
| Nombre de jours avec précipitations   | 20,6       | 17         | 17         | 15,4      | 14,2      | 13,4      | 12,8      | 11,6      | 12,6     | 15,5      | 18,6      | 19,8       | 188,5           |
| Humidité relative (%)                 | 81,5       | 81,8       | 80,7       | 82,2      | 84,1      | 85,8      | 87,3      | 83,7      | 78,4     | 77,5      | 78,6      | 79,7       | 81,8            |
| Nombre de jours avec neige            | 11,7       | 10,4       | 7,1        | 2,4       | 0,24      | 0         | 0         | 0         | 0        | 0,04      | 2,3       | 8,7        | 42,9            |

| Diagramme climatique                                  |              |            |             |            |            |              |               |             |              |           |              |
| J                                                     | F            | M          | A           | M          | J          | J            | A             | S           | O            | N         | D            |
| 2,8−3,5146,4                                          | 1,6−4,3110,9 | 3,4−2,1124 | 6,21,2107,1 | 9,84,699,9 | 148,4117,3 | 18,412,995,2 | 20,614,9106,8 | 18,412,9119 | 14,18,8140,3 | 9,64,3147 | 5,3−0,9145,3 |
| Moyennes : • Temp. maxi et mini °C • Précipitation mm |              |            |             |            |            |              |               |             |              |           |              |

## Faune

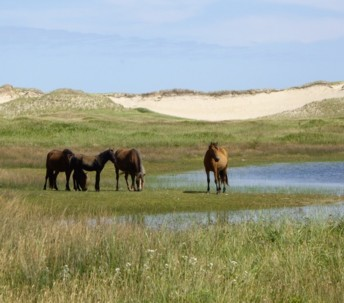
Poneys de l'île de Sable.

### Protection du territoire
L'île a été reconnue en 1977 comme refuge d'oiseaux migrateurs en vertu de la loi sur la convention concernant les oiseaux migrateurs.
En 2008, le gouvernement fédéral canadien a suggéré de changer le statut du refuge pour celui de réserve nationale de faune. Le 25 janvier 2010, le gouvernement fédéral a conclu une entente avec la Nouvelle-Écosse dans le but de donner le statut de parc national ou de réserve nationale de faune à l'île. Ils tiendront des consultations publiques en 2010 avant de choisir le statut le plus approprié pour l'île. Le 18 mai 2010, le gouvernement a confirmé qu'il prendra les mesures nécessaires pour que l'île devienne un parc national. L'accord transformant l'île en réserve de parc national a été signé entre la Nouvelle-Écosse et le gouvernement fédéral canadien, le 17 octobre 2011.

### Chevaux
L'île de Sable abrite environ 500 chevaux sauvages, protégés de toute influence humaine depuis 1961. L'origine de ces animaux n'est pas connue ; l'une des théories courantes explique qu'il s'agit des descendants de chevaux confisqués aux Acadiens lors de leur expulsion et abandonnés sur l'île par Thomas Hancock, un marchand de Boston. Selon Joseph Charles Taché, il s'agit plutôt de chevaux provenant d'une première tentative de colonisation menée par le baron de Lery vers 1539.
Par le passé, les chevaux furent capturés et transportés dans les mines de charbon de l'île du Cap-Breton, vendus ou euthanasiés, mais la colonie n'a pas été dérangée depuis 1960, mis à part quelques parachutages de foin pendant certains mois d'hiver. Ces actions ont été arrêtées afin de laisser la population des chevaux se stabiliser naturellement, bien que le sujet provoque parfois des débats entre les partisans du maintien des chevaux sur l'île et ceux de leur déplacement afin de laisser l'île de Sable retourner à son état naturel. Ces animaux profitent de mesures de protection votées sous le mandat du Premier ministre John Diefenbaker, qui s'était engagé, au nom du gouvernement fédéral, à ne jamais les déplacer afin de ne pas mettre la race en péril. 
Ces chevaux se nourrissent principalement d’ammophiles, qui poussent en abondance et couvrent le tiers de la surface de l’île. Ils complètent leur alimentation avec diverses autres plantes, comme la gesse maritime, la sabline et certaines algues rejetées sur la plage. Les déjections des 500 000 phoques présents annuellement sur les rivages de l’île favorisent le pâturage des chevaux.
Ces chevaux sont l'emblème de la Nouvelle-Écosse depuis 2008.

### Autres animaux
L'île de Sable compte également plusieurs colonies d'oiseaux, des sternes arctiques et une sous-espèce du bruant des prés endémique de l'île (Passerculus sandwichensis princeps). Des phoques communs et des phoques gris s'y reproduisent. Une espèce d'éponge d'eau douce, Heteromeyenia macouni, est endogène aux mares de l'île.

## Histoire

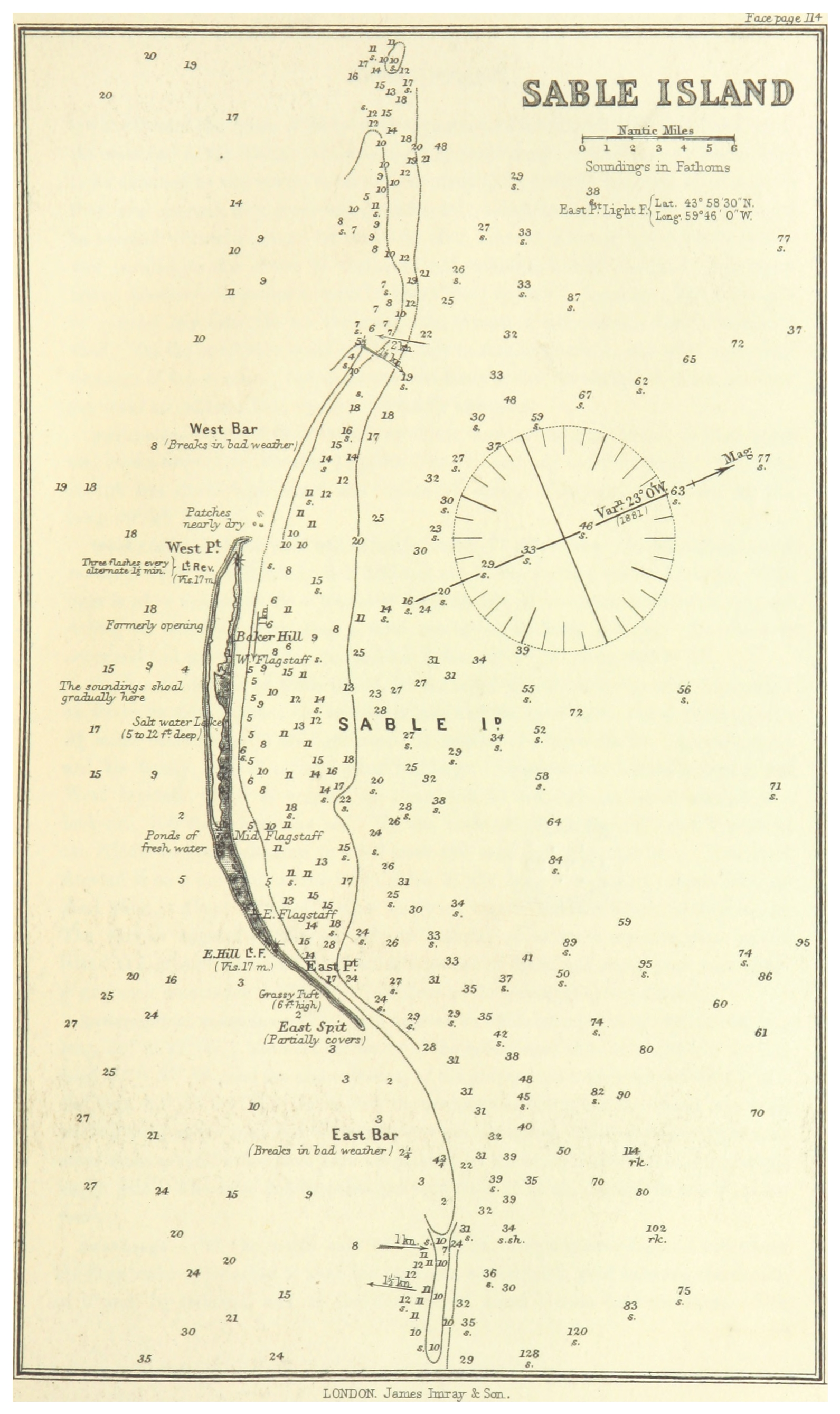
Atlantic Sea Pilot (1884).

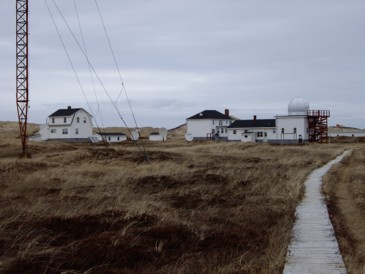
Station météorologique de l'île de Sable.

### XVIesiècle
La première expédition documentée à l'île de Sable fut conduite par l'explorateur portugais João Álvares Fagundes qui parcourut la zone en 1520-1521.
La première tentative de colonisation aurait été menée par le baron de Lery vers 1539 (certains historiens dont Benjamin Sulte mentionnent plutôt l'année 1519). C'est lors de cette tentative que bétail et chevaux auraient été introduits.
Une autre tentative de colonisation par la France à l'initiative de Troilus de Mesgouez est menée sans succès à la fin du XVIe siècle.

### XVIIesiècle
Le 15 janvier 1634, la Compagnie de la Nouvelle-France concède l’île à Claude de Launay-Razilly, qui la revend avec ses autres concessions acadiennes à Charles de Menou d'Aulnay, le 16 janvier 1642. Selon le Dictionnaire généalogique du Canada, on aurait demandé à Isaac de Razilly de venir au secours de naufragés réfugiés sur cette île. Cependant le document du XVIIIe siècle qui en fait état ne semble pas très fiable.

### XVIIIesiècle
Un phare fut construit dans les années 1790 par le gouvernement britannique et l'équipe chargée de sa maintenance constitua la première population permanente de l'île.

### XXesiècleet période actuelle
Au début du XXe siècle, la compagnie Marconi y établit une station de télégraphie sans fil et le gouvernement canadien une station météorologique. Cette station météo est justifiée par le fait que l'île n'est pas très éloignée des grandes routes maritimes entre Londres et Boston et reste exposée à des conditions météo délicates, en plus d'être entourée de hauts-fonds. Située dans la zone de rencontre entre les courants du Gulf Stream et du Labrador, l'île est exposée à des brumes épaisses et des tempêtes violentes. Les bateaux s'y sont souvent égarés et ensablés sur ses côtes, qui sont le sommet d'un erg sous-marin. Le gouvernement canadien a recensé près de 500 naufrages tout autour de l'île et dressé une carte répertoriant chacun d'entre eux.
Les pêcheurs de Nouvelle-Écosse vont souvent pêcher dans les parages de l'île de Sable, moins poissonneux que celui de Terre-Neuve mais tout de même productifs.
Jusqu'au début du XXIe siècle, l'île possédait deux phares, l'un à l'ouest, l'autre à l'est, et abritait les familles de leurs gardiens respectifs, ainsi que l'équipe d'un poste de secours. Les phares sont désormais automatiques, mais les services des ministères d'Environnement Canada et de Pêches et Océans Canada effectuent des mesures météorologiques et atmosphériques dans une station occupée en permanence, du fait de la situation unique de l'île de Sable.
La constitution du Canada précise que l'île est sous la responsabilité du gouvernement fédéral. L'île est administrativement une partie de la municipalité régionale et du district électoral d'Halifax, bien qu'Halifax soit distante de 300 km.
Afin de préserver l'écologie fragile de l'île, l'autorisation spécifique de la Garde côtière canadienne est nécessaire pour y débarquer. Les forces armées canadiennes patrouillent en continu la zone, en partie à cause de la présence de gaz naturel et donc de plates-formes pétrolières et d'un gazoduc sous-marin. L'héliport de l'île peut servir de base d'urgence pour d'éventuelles opérations de secours en mer.

## Liste de quelques naufrages notables
- L'Africaine, commandée par Alexandre Ferdinand Parseval-Deschênes : naufrage le 16 mai 1822[24].
- Le SS Hungarian (1858 - 1860), paquebot de la Allan Line en route vers Liverpool : naufrage en 1860 au large de l'Île de Sable [25]. Le naufrage fait 237 morts.
- Le SS Moravian (1864 - 1881), paquebot de la Allan Line : naufrage le 30 décembre 1881 près de l'Île de Sable, aucune victime [25].
- La Bourgogne (1885 - 1898), paquebot-poste de la Compagnie générale transatlantique: naufrage le 4 juillet 1898 près de l'Île de Sable. Le naufrage fait plus de 500 morts ce qui en fait la pire catastrophe de l'histoire de la Compagnie générale transatlantique en temps de paix.
- L’Andrea Gail, bateau de pêche : naufrage fin octobre 1991 au large de l'Île de Sable durant la Tempête de l'Halloween 1991, six morts.